# Подґуже (Білобжезький повіт)
Подґуже (пол. Podgórze) — село в Польщі, у гміні Радзанув Білобжезького повіту Мазовецького воєводства.
У 1975—1998 роках село належало до Радомського воєводства.